# Kichkassia
Kichkassia è un genere estinto di pesci ossei a pinne raggiate (Actinopterygii) appartenente all’ordine Eurynotoidiformes e alla famiglia Eurynotoidiidae. Visse nel Permiano medio (Guadalupiano), in particolare durante lo stadio Urzhumiano, nell’attuale Russia europea. La specie tipo è Kichkassia furcae.

## Descrizione
Kichkassia era di piccole dimensioni e dal corpo fusiforme. Il parietale era 1,5 volte più corto del frontale. I denti mascellari erano sottili, lunghi e bicuspidati. L’opercolo era quasi della stessa dimensione del subopercolo. Il tetto cranico presentava una scultura di creste lunghe e corte. Il margine posteriore della pinna dorsale si trovava sopra l’origine della pinna anale. Le pinne pelviche presentavano un corto lobo carnoso con i primi 4-5 raggi fusi. Le scaglie erano di media dimensione, decorate con creste appiattite e con margini posteriori seghettati. Vi erano 45 file verticali di scaglie e zone con 6-7 file di scaglie piccole e seghettate sotto la pinna dorsale e sopra quella anale.

## Classificazione
Kichkassia furcae è stato descritto per la prima volta nel 1990, sulla base di uno scheletro completo (olotipo SGU 104B/R5) proveniente dalla località di Kichkass, nel distretto di Perevolotsky, regione di Orenburg (Russia europea). Il reperto è stato trovato nella formazione Amanak, stadio Urzhumiano (Permiano medio, Guadalupiano).
Kichkassia è considerato un membro relativamente arcaico degli Eurynotoidiformes, un gruppo di pesci ossei dal profilo relativamente elevato e dalle notevoli specializzazioni dentarie.